# Tension and Trauma Releasing Exercises
Tension and Trauma Releasing Exercises (TRE) wurde von David Berceli (* 19. Dezember 1953) entwickelt, um damit die körperlichen Auswirkungen von traumatischen Erfahrungen, Posttraumatische Belastungsstörungen (PTBS) und starken Stressbelastungen zu reduzieren. Dies könne dann eine wichtige Grundlage sein, um die gemachten Erfahrungen psychotherapeutisch zu verarbeiten. 

## Entwicklung der Methode
Während seiner Tätigkeit als Traumatherapeut in verschiedenen Krisengebieten machte Berceli die Erfahrung, dass es eine natürliche Reaktion des menschlichen Organismus auf Schock und traumatische Erlebnisse gebe, die sich in einem Zittern des gesamten Körpers zeige. Durch das Studium der Forschungen von Peter A. Levine (Somatic Experiencing) kam Berceli zu dem Schluss, dass das Zittern nach einem Schock, einem Trauma oder anderen sehr belastenden Ereignissen zur Grundausstattung von Säugetieren gehört. Es diene der Selbstheilung des Organismus, um sein inneres Gleichgewicht wiederzuerlangen.
David Berceli hat daraufhin auf der Grundlage der Bioenergetischen Analyse, des Yoga, des Tai Chi und anderer östlicher Methoden eine Folge von sieben Übungen entwickelt, die einen milden klonischen Spasmus (neurogenes Zittern) hervorrufen. Dieses Zittern soll mit seiner tief entspannenden Wirkung auf den Körper das Trauma "lösen" (release).

## Die Funktion des Zitterns bei der Lösung traumatischer Erfahrungen
Eine zentrale Rolle im körperlichen Prozess der Traumatisierung spielen nach Berceli die Großen Lendenmuskeln. Sie liegen in der Körpermitte des Menschen (vor der unteren Lendenwirbelsäule und den Sakralwirbeln) und verbinden den Rücken mit dem Becken und den Beinen. Bei jeder traumatischen Erfahrung kontrahieren diese Muskeln. Sie ziehen den Körper zusammen und schützen so Herz, Bauch und alle weiteren inneren Organe. Durch das von Berceli, Levine und anderen beobachtete Zittern lassen diese tiefsitzenden Muskelgruppen – nach Berceli – ihre schützende Spannung los und kehren zu einem entspannten Zustand zurück. Das zentrale Nervensystem sendet dann Signale an das Gehirn, dass die Gefahr vorüber sei. So werde nach Ansicht von Berceli auch auf psychischer Ebene eine Traumalösung herbeigeführt.
In der Sichtweise von TRE bleibt der Körper ohne diese Entladung nach einer traumatischen Erfahrung in einem starken Stresszustand gefangen. Posttraumatische Belastungsstörungen (PTBS) bildeten sich, indem ein ständiger chemischer Erregungszustand bestehen bleibe, der den Organismus autonom dazu veranlasse, einzelne Bestandteile des traumatischen Ereignisses ständig zu wiederholen, um es doch noch irgendwann loszuwerden. Gefühle und Erinnerungen zu dem belastenden Ereignis wiederholen sich in Träumen, unwillkürlich aufkommenden Gedanken, belastenden Gefühlen und Flashbacks. Körperlich sei eine große Anspannung mehr oder weniger dauerhaft vorhanden.

## Anwendung
Ursprünglich entstanden die TRE-Übungen für eine praktische Arbeit in großen Gruppen traumatisierter Menschen. Auf diesem Weg waren bis zum Jahre 2010 nach eigenen Angaben von Berceli 40.000 Menschen in 17 Ländern in Berührung mit TRE-Übungen gekommen.
2011 arbeitete Berceli mit den Traumaopfern der Anschläge in Norwegen, im Februar 2013 bekam er den Auftrag, mit den traumatisierten Menschen in Newtown, Connecticut zu arbeiten – Menschen, die vom dortigen Schulmassaker direkt oder indirekt betroffen waren.
2011 wurde im Rahmen einer Dissertation eine Quasi-Experiment-Pilotstudie vorgestellt, die TRE eine signifikante Reduktion von Angst und die Förderung eines besseren Allgemeinbefindens bei gesunden erwachsenen TRE-Kursteilnehmenden attestiert. Im selben Jahr bescheinigte eine Vergleichsstudie des US-Verteidigungsministeriums zu verschiedenen Methoden zur Stressreduktion der TRE-Methode Entspannungswirkungen und eine einfache Erlernbarkeit. Im September 2014 erschienen in der Zeitschrift Global Advances in Health and Medicine die Ergebnisse einer Pilotstudie, die in einem südafrikanischen SOS-Kinderdorf in Kapstadt mit den dortigen Mitarbeitern durchgeführt wurde. Sie bescheinigen TRE eine gewisse Wirksamkeit in der Stressreduktion.
In Deutschland wurde im Februar 2014 vom Norddeutschen Institut für bioenergetische Analyse ein Forschungsvorhaben (Online-Befragung) zu Auswirkungen von TRE gestartet, dessen Ergebnisse im Frühjahr 2015 veröffentlicht wurden. Erste Klinische Studien zur Wirksamkeit bei traumatisierten Menschen und Menschen mit PTBS wurden inzwischen in der Ukraine durchgeführt.
Im Rahmen der Militärseelsorge der deutschen Bundeswehr am Bundeswehrkrankenhaus Berlin werden TRE-Übungen eingesetzt.
TRE-Übungen werden von Befürwortern der Methode bei Menschen, die in ihrem Alltag starken beruflichen oder privaten Belastungen und ungesundem Stress ausgesetzt sind, angewendet. Speziell für die professionelle Arbeit in sozialen Arbeitsfeldern entwickelte Berceli (in Zusammenarbeit mit Maria Napoli) einige weitere kurze Einleitungsübungen, die TRE um Elemente aus dem Achtsamkeitstraining ergänzen.